# Paul Kennedy
Paul Michael Kennedy (Wallsend, 17 giugno 1945) è uno storico e saggista inglese,  specializzato nella storia delle relazioni internazionali, del potere economico e della grande strategia. Ha pubblicato sulla storia della politica estera britannica e sulle grandi lotte di potere.

## Biografia
Paul Kennedy nacque nel 1945 a Wallsend, nell'Inghilterra del nord-est, "esattamente a metà tra il giorno della vittoria in Europa (8 maggio) e il giorno della vittoria sul Giappone" (15 agosto), in una famiglia operaia irlandese. Suo padre lavorava infatti presso cantieri navali e gli zii erano pescatori.
Studiò presso la Newcastle University risultando essere "non soltanto il primo della mia famiglia ad andare all'Università, ma anche il primo a continuare la scuola dopo i sedici anni".
Durante questi anni lavorò anche come allibratore, dimostrando una certa competenza nelle corse di cavalli. Questa esperienza lo spinse a provare ad intraprendere la strada di giornalista sportivo. Scrisse dunque al magnate della stampa Kenneth Thomson per proporre la sua candidatura per un posto allo Sporting Chronicle. Ed inaspettatamente gli venne offerto il ruolo di vice caporedattore e corrispondente dagli ippodromi.
Nel frattempo Kennedy si mise in luce nel suo corso di studi evidenziando spiccate doti nel campo della Storia. Infatti si classificò come migliore studente di Storia della Newcastle University, vedendosi offrire una borsa di studio per un dottorato al St Antony's College di Oxford.
Dichiarò in seguito che l'ambiente internazionale di Oxford contribuì notevolmente alla sua formazione.
Terminato il dottorato, gli venne offerto un posto alla University of East Anglia, sempre in Inghilterra, divenendo quindi il più giovane professore di sempre di questa Università.
Kennedy descrisse però questa esperienza come problematica, a causa dei numerosi tagli all'istruzione imposti dal governo Thatcher:
La cosa non avvenne però fino al 1983. Quando ricevette una proposta dalla Yale University, che gli offriva una cattedra di Storia internazionale appena creata.
Kennedy parlò della decisione di lasciare il paese natale sottolineando la sofferenza ed al tempo stesso la necessità della stessa:
Assunse quindi l'incarico di "Dilworth Professor" di Storia in questa Università, ruolo che tuttora ricopre.

## Saggista e scrittore
Tra i più rispettati e conosciuti storici del mondo, è internazionalmente noto per i suoi saggi ed articoli di economia politica e storia.
È membro dell'Institute for Advanced Studies (Princeton University) e dell'Alexander von Humboldt-Stiftung (Bonn).
Ha ottenuto numerose Lauree ad honorem, ed è un membro della Royal Historical Society, dell'American Philosophical Society, e della American Academy of Arts and Sciences.
È autore di numerosi saggi, di cui solo pochi tradotti in italiano.
Ascesa e declino delle grandi potenze, il suo saggio più noto, tradotto in oltre venti lingue differenti.
È collaboratore del New York Times, The Atlantic, The New Republic, The Washington Post, The Economist, oltre a moltissime riviste e quotidiani di lingua non inglese. Redige mensilmente una rubrica sul Los Angeles Times su tematiche di economia globale.

In Italia, alcuni suoi articoli sono pubblicati dalla rivista Internazionale.
Vive attualmente ad Hamden, nel Connecticut.

## Riconoscimenti
Nel 1988 vince il Wolfson History Prize con il libro The Rise and Fall of the Great Powers: Economic Change and Military Conflict from 1500 To 2000.

Nel 2001 è stato insignito dell'onorificenza di Commendatore dell'Ordine dell'Impero Britannico, per il lavoro svolto nel campo della Storia ed eletto membro della British Academy nel giugno del 2003.
Ha ricevuto la Caird Medal nel 2005 dal National Maritime Museum per il suo contributo alla Storia navale.

## Opere
- (EN) Pacific Onslaught 1941-43, 1972.
- (EN) Conquest: The Pacific War 1943-45, 1973.
- (EN) The Samoan Tangle: A Study in Anglo-German-American Relations 1878-1900, 1974.
- Ascesa e declino della potenza navale britannica (The Rise and Fall of British Naval Mastery, 1976-1986-2006), traduzione di R. Merlini, Collezione Storica, Milano, Garzanti, 2012, ISBN 978-88-11-69410-6.
- L'antagonismo anglo-tedesco. Dalla collaborazione all'ostilità: 1860-1914 (The Rise of the Anglo-German Antagonism 1860-1914, 1980-1988), traduzione di Stefano Galli, Collana Storica, Milano, Rizzoli, 1993, ISBN 978-88-17-33533-1.
- (EN) The Realities Behind Diplomacy: Background Influences on British External Policy 1865-1980, 1981.
- (EN) Strategy and Diplomacy 1870-1945, 1983.
- Ascesa e declino delle grandi potenze (The Rise and Fall of the Great Powers, 1987), traduzione di A. Cellino, Collezione Storica, Milano, Garzanti, 1989.
- Verso il XXI secolo (Preparing for the Twenty-first Century, 1993), traduzione di S. Minucci, Collana Saggi, Milano, Garzanti, 1993, ISBN 978-88-11-59841-1.
- Il mondo in una nuova era (From War to Peace: Altered Strategic Landscapes in the Twentieth Century, 2000), traduzione di S. Minucci, Milano, Garzanti, 2001, ISBN 88-11-67482-4.
- Il parlamento dell'uomo. Le Nazioni Unite e la ricerca di un governo mondiale (The Parliament of Man: The Past, Present, and Future of the United Nations, 2006), traduzione di R. Merlini, Milano, Garzanti, 2007, ISBN 978-88-11-74047-6.
- Il genio della vittoria. Gli scienziati, gli ingegneri, gli inventori, gli strateghi che hanno deciso la seconda guerra mondiale (Engineers of Victory: The Problem Solvers Who Turned the Tide in the Second World War, Allen Lane, 2013), Collezione Storica, Milano, Garzanti, 2016, ISBN 978-88-11-68129-8.